# Фемен Франція
FEMEN France — французьке відділення ФЕМЕН, феміністична протестична група, заснована в Україні в 2008 році і відома організацією топлес-протестів. У жовтні 2013 року FEMEN мала найбільшу кількість членів у Франції. Станом на початок січня 2013 року організація налічувала 30 місцевих активісток. Єдиними українками, які постійно були присутніми, були Оксана Шачко та Інна Шевченко.

## Витоки
17 серпня 2012 року, після засудження та вироку в Москві Pussy Riot, учасниця FEMEN Інна Шевченко за допомогою бензопилки зрізала п'ятиметровий християнський хрест біля Майдану Незалежності в Києві. Проти FEMEN порушили кримінальну справу за статтею про хуліганство. Після інциденту Інна Шевченко покинула країну та поїхала до Парижа, щоб створити у Франції навчальний центр для активісток FEMEN.

## Протести
3 жовтня 2012 року французькі активістки протестували проти зґвалтування, стоячи топлес перед статуєю Венери Мілоської в музеї Лувр. Активістки FEMEN скандували: «У нас є руки, щоб зупинити зґвалтування». Вони заявили, що обрали Венеру Мілоську, тому що вона не має рук, стверджуючи, що це найкраще символізує безпорадність і вразливість жінки. Цей протест стався після інциденту в Тунісі, коли жінку звинуватили в непристойності після її заяви про те, що її зґвалтували поліцейські.
15 жовтня 2012 року 8 топлес-активісток протестували Міністерством Юстиції Франції на Вандомській площі в Парижі у відповідь на вирок у судовому процесі над 14-ма чоловіками за групове зґвалтування дівчат-підлітків. Після чотиритижневого суду в Фонтене-су-Буа поблизу Парижа четверо з обвинувачених були визнані винними в участі в групових зґвалтуваннях, але 10-х виправдали. Вироки були набагато м'якшими, ніж ті, які рекомендував державний прокурор, який вимагав покарання у вигляді позбавлення волі строком від 5 до 7 років для восьми чоловіків. Протестувальниці звинуватили французьку владу в тому, що вона толерує зґвалтування неповнолітніх.
6 квітня 2014 року: учасниці Femen протестували топлес перед посольством України, мочачись на фотографії президента України Віктора Януковича.